# Demonax confidens
Demonax confidens là một loài bọ cánh cứng trong họ Cerambycidae.